# Koltó
Koltó (románul Coltău) falu Romániában Máramaros megyében.
2004 óta községgé alakult, így közigazgatásilag önálló.

## Fekvése
Nagybányától 10 km-re délnyugatra, a Lápos folyó mentén fekszik.

## Története
A település első írásos említése 1405-ből való. Ekkor még Kolcho, Alsó Kocho, 1414-től pedig Koltho a helység neve. Eredete valószínűleg a kohó szóval hozható összefüggésbe, hiszen alapítói minden jel szerint szénégetők voltak. Erre utalnak a falu határában ma is megtalálható, földbe ásott, szénnyomokat tartalmazó üregek.
1549-től kezdődően a falut Kővár uradalmának tartozékaként említik az okiratok, 1553-ban pedig már Drágffy-birtokként olvashatunk a településről. Egyes feltevések szerint ekkor épült a falu első református temploma, amely 1658-ban leégett. 1662-ben Kemény János erdélyi fejedelem fia, Kemény Simon Kővár kapitányává nevezte ki Teleki Mihályt, a híres arisztokrata család itteni vagyonának megalapozóját.
Halála után II. Teleki Mihály lett a birtok új tulajdonosa. Egy 1763-ból származó feljegyzés szerint a 18. század első felében épült fel a falu kőtemploma, amely előtt egy „sudár fatorony” állott két haranggal. 1828-ban már arról tudósítottak az egyház számadásai, hogy felépült az új kőtorony, zsindelytetővel.
Nevezetes kastélya feltehetőleg Mária Terézia uralkodásának idején épült, 1821-ben pedig már restaurálták a barokk épületet. 1845-ben a 25 éves Teleki Sándor, a későbbi szabadságharcos ezredes, író vette át a koltói birtok vezetését. Az ifjú gróf közben Kővár vidékének kapitányaként fontos szerepet vállalt Szatmár megye politikai életében.
1846–1847-ben – a „vad gróf” vendégeként – három alkalommal is megfordult a településen a kor híres költője, Petőfi Sándor. Ezek közül a „látogatások” közül a legemlékezetesebb az 1847. szeptember 9. – október 19. közötti időszak, amikor az ifjú író hitvesével, Szendrey Júliával, itt töltötte a mézesheteket, miközben 28 új verssel gazdagította a magyar lírát. A költemények zöme a híres somfa alatti kőasztalon íródott. A kastélyban ma Teleki-Petőfi múzeum működik.
A kastély ura előbb kormánybiztosként, majd Bem József tábornok főintendánsaként részt vett az 1848–49-es forradalom és szabadságharcban, amelynek bukása után száműzetésben élt (Párizs, Jersey, Guernsey szigete, Olaszország). Miután Olaszországban feleségül vette egy francia tábornok leányát, Litez Tivervald Matildot, hazatért Koltóra, ahol rendbe hozatta az elhagyott kastélyt és birtokait.
Végső akarata szerint az öreg somfa alá temették az 1892-ben elhunyt Teleki Sándort, aki életének utolsó éveit Nagybányán élte le. (A család óhajára 1936-ban a falu köztemetőjébe vitték át az ezredes földi maradványait.) 1936-ban a gróf Teleki család kényszerült a román állam által a kastélyt és a hozzátartozó uradalmat eladni. Teleki János (1868–1937), Szatmár vármegyei bizottsági tag, az utolsó tulajdonosa volt, és ezután Budapestre költözött el, ahol hamarosan elhunyt.
A 20. század elejéig a települést még Koltó-Katalinnak hívták, ma ismét két település. 1910-ben 969, túlnyomórészt magyar lakosa volt. A trianoni békeszerződésig Szatmár vármegye Nagysomkúti járásához tartozott.
2004-ig Szakállasfalva községhez tartozott, amikortól Koltókatalin településsel együtt önálló közigazgatási egységet alkot. Polgármestere 2008 óta a független színekben induló Csendes Lajos.

## Nemzetiségi összetétel[3]
Koltó hagyományosan tiszta magyar falu volt, évtizedek óta a környék egyetlen magyar többségű települése. 1910-ben 969 lakosából 90% (861 fő) magyar volt. 1941-ben 1105 lakosából 1091 fő (99%) vallotta magát magyarnak, 1977-ben 1443 lakosából 1194 volt magyar. Az 1989-es forradalmat követően a falu határában nagy számban kezdtek el letelepedni cigányok is, mely következtében már 1992-ben ők alkották a település lakosságának több mint negyedét. 
A 2011-es népszámlálás adatai alapján Koltónak már csupán 53%-a magyar és 41%-a cigány, bár becslések szerint – belekalkulálva a magukat magyarnak valló cigány lakosokat is – a falu immár elveszítette magyar többségét. A magyar lakosság fokozatos elöregedése és nyugatra vándorlása csak tovább ront a helyzeten.

## Nevezetességei
- Koltói kastély

## Koltói faluturizmus
Napjainkban tovább él Petőfi emléke Koltón. Minden évben, szeptember első vasárnapján emlékezik meg a község és a környező települések magyarsága Petőfi ittjártáról. A Petőfi bál kulturális és hagyományos rendezvény, amelyre több ezer turista érkezik minden évben a világ magyarlakta pontjairól.
Nem csak a Petőfi bál alkalmával érkeznek turisták Koltóra. Évente több mint tízezer látogatja meg a települést. Elsősorban a Teleki Kastélyban működő Petőfi múzeumot, a hozzátartozó Kastélykertet és szoborparkot látogatják meg. Ugyanakkor a turisták betekintést nyerhetnek a hagyományos falusi gazdálkodásba, és tradicionális ételeket fogyaszthatnak. Több háznál működik falusi panzió, így egyszerre akár 150 személy elszállásolása is megoldott.